# Skrajna Świstowa Turnia
Skrajna Świstowa Turnia (słow. Predná Svišťová veža) – turnia o wysokości ok. 1894 m n.p.m. znajdująca się w masywie Świstowych Turni (fragmencie Świstowej Grani) w słowackiej części Tatr Wysokich. Od Turni nad Polaną oddziela ją Przełęcz nad Polaną, a od Wysokiej Świstowej Turni oddzielona jest siodłem Skrajnej Świstowej Ławki. Na wierzchołek Skrajnej Świstowej Turni nie prowadzą żadne znakowane szlaki turystyczne, jest dostępna jedynie dla taterników.
Skrajna Świstowa Turnia stanowi pierwsze wzniesienie Świstowych Turni od północnego zachodu. Na południowy zachód jej trawiasto-skalista ściana opada w kierunku Doliny Świstowej, natomiast w stronę doliny Rówienki opada swoją wysoką (300 m) północno-wschodnią ścianą. Podane poniżej pierwsze wejście zimowe na jej wierzchołek nie jest pewne, gdyż nie wiadomo, od którego miejsca Jan Červinka i František Pašta zaczęli przechodzić grań Świstowych Turni.

## Historia
Pierwsze wejścia turystyczne:
- Władysław Kulczyński junior, Mieczysław Świerz i Tadeusz Świerz, 6 sierpnia 1908 r. – letnie,
- Jan Červinka i František Pašta, przy przejściu granią, 6 grudnia 1954 r. – zimowe.